# ジャヤンタ・ダナパラ

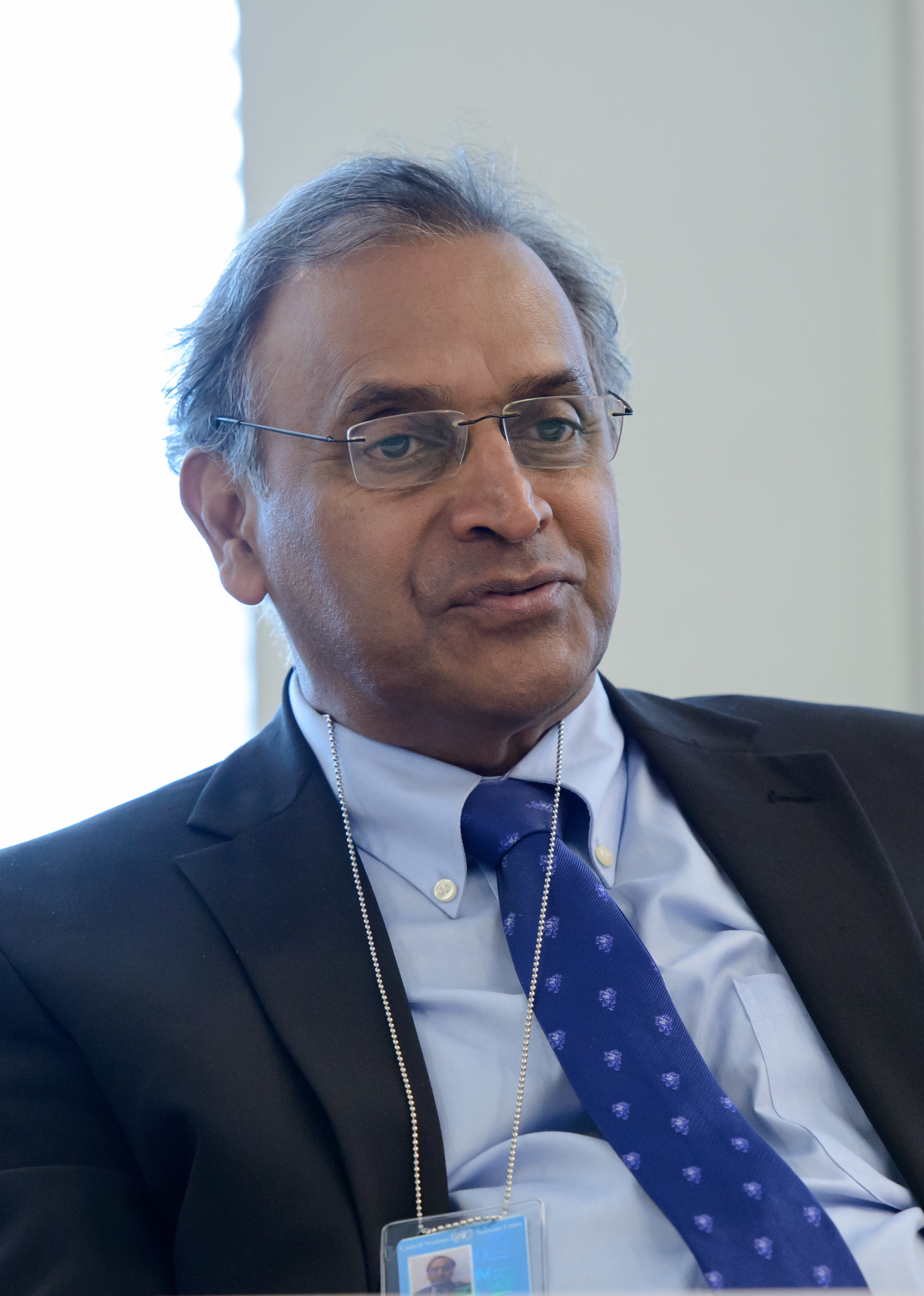

ジャヤンタ・ダナパラ（Jayantha Dhanapala、1938年12月30日 - 2023年5月27日）はスリランカの外交官。国際連合事務次長（軍縮問題担当）、パグウォッシュ会議会長等を務めた。

## 青年期
ダナパラは1938年12月30日にスリランカで生まれた。彼の家族はマータレーの裕福な家の出身である。ダナパラはスリランカにおける代表的な最高学府であるキャンディのトリニティ・カレッジで教育を受けた。学校では多彩な才能を発揮し、1956年のThe Ryde Gold Medalを受賞している。17歳の時にはエッセイ・コンテストにおいて『我々が望む世界』と題する作品を提出し、最優秀賞を受賞した。この副賞としてアメリカ合衆国への旅に出た彼は、当時上院議員であったジョン・F・ケネディやドワイド・アイゼンハワー大統領と面会している。これらの出会いによってダナパラは国際政治に関わりたいとの希望を持つようになった。

## 外交官としてのキャリア
スリランカ外務省に入省した彼は、ロンドン、北京、ワシントンDC、ニューデリー、ジュネーヴなどの海外勤務を経験した。1984年から3年間はスイス大使を務めている。この後は国連大使、そして1995年からは在米大使に任命された。
1990年代にスイスのジュネーヴで開催されたNPO会議に招かれた彼は、優れた指導力と外交スキルを賞賛された。ニューヨーク・タイムズ紙は、彼をこの会議の司会を務めたことで、平和主義者の間では最も著名な外交官のひとりと目されるようになったと述べている。

## 国連事務次長補
国連のコフィー・アナン事務総長はダナパラの才能に目を付け、国連に招いた。1998年から2003年までダナパラは事務次長として軍縮問題を担当した。2004年からは平和プロセス担当の事務次長に任命され翌年までその職を務めた。これらの国連での任務と同時に、スリランカ大統領の特別補佐も兼任している。2006年に改選される事務総長選挙への立候補を行ったが、事前投票においていずれも最下位となり、9月に立候補を辞退している。

## 晩年
スリランカのメディアによるとダナパラは中部キャンディの病院で2023年5月27日に死去した。

## 著書
- Multilateral Diplomacy and the NPT: An Insiders’ Account

Jayantha Dhanapala with R. Rydell, Geneva: United Nations Institute for Disarmament Research, 2005
- Regional Approaches to Disarmament, Security and Stability

Jayantha Dhanapala (ed.), Geneva: UNIDIR, 1993, published for UNIDIR by Dartmouth (Aldershot)
- The United Nations, Disarmament and Security: Evolution and Prospects Jayantha Dhanapala (ed.), Geneva: UNIDIR, 1991
- China and the Third World Jayantha Dhanapala, New Delhi: Vikas, 1985
- Source: JAYANTHADHANAPALA.INFO